# Alvin Hansen
Alvin Harvey Hansen conhecido como Alvin Hansen, (23 de agosto de 1887, Viborg, Dakota do Sul, EUA - Alexandria, Virgínia, EUA, 6 de junho de 1975)

## Biografia
Alvin Hansen era filho de uma família de origem dinamarquesa. Graduou-se no Yankton College, em 1910,  e na Universidade do Wisconsin, recebeu seu Doutorado/Ph.D. em 1918. Richard T. Ely e John R. Commons foram seus professores. Ele ensinou na Universidade Brown, entre 1916 e 1919, enquanto escrevia sua tese doutoral, cujo titulo é "Cycles of Prosperity and Depression", depois de concluir sua tese, voltou à Universidade de Minnesota, em 1919, onde permaneceu até 1937. Em 1937, Alvin Hansen tornou-se o primeiro professor de Política Econômica da Universidade Harvard, posição que ocupou até 1962.
Orientou numerosas teses de doutorado, participou de centenas de bancas examinadoras. Hansen gostava de trocar opiniões com seus alunos e acolhia muitas de suas ideias. Seus antigos alunos integraram e integram diversas instituições renomadas pelo mundo, como, por exemplo, o MIT, Universidade de Yale, UCLA, Stanford, Universidade de Chicago, Universidade de Princeton e Universidade de Cambridge. Seu pensamento influenciou economistas como John Hicks, Paul Samuelson, James Tobin, Galbraith, Evsey Domar, Walter Isard e Robert Solow. Alvin Hansen exerceu enorme influência como teórico, conselheiro político e professor, desde o inicio da era Keynes, até os anos 60. James Tobin declarou que nenhum economista foi mais influente do que Hansen no redirecionamento da política macroeconômica dos EUA entre 1935 e 1965.

Alvin Hansen é conhecido por sua defesa e divulgação das teorias econômicas de John Maynard Keynes, e é considerado o economista americano que mais fez pela "revolução keynesiana". Sendo o introdutor do keynesianismo nos Estados Unidos, recebeu, por essas razões, o apelido de "Keynes americano". Seu livro "Guia para Keynes" Guide to Keynes de 1953 foi traduzido para diversas línguas, como espanhol, japonês, italiano, francês, hindi, e coreano.
Entre 1933 e 1934 Hansen foi diretor de pesquisa e secretário do importante Committee of Inquiry on National Policy in International Economic Relations. Como Conselheiro do Governo Federal, ajudou a criar the Council of Economic Advisors and the Social Security.

## Seminário de Política Fiscal em Harvard
Seu Seminário de Política Fiscal em Harvard, em parceria com John H. Williams, se tornou um dos mais famosos do pais. Ao longo de vinte anos, todas as semanas, catedráticos e profissionais do setor público frequentaram o curso.
As características dos dois acadêmicos eram diferentes, mas complementares, Williams era um teórico cauteloso, de mente aberta, nada dogmático, tanto em criticar quanto em defender as teorias, e era um agudo analista de temas. Hansen também era crítico em determinados momentos e temas, mas exibia uma postura de maior entusiasmo pelas novas ideais. Essa combinação de um relativo ceticismo com uma disposição de aceitação criou uma atmosfera adequada para o exame das novas ideias da teoria econômica.

## Pensamento
Com A Teoria Geral do Emprego, do Juro e da Moeda, lançada em fevereiro de 1936, Lord Keynes apresentou uma teoria que iria exercer um impacto profundo no pensamento econômico e nas políticas econômicas das décadas seguintes. Não se imaginava, contudo, naqueles primeiros anos, a dimensão dessa repercussão, nem o próprio Alvin Hansen podia prever.
Uma das contribuição de Hansen mais destacadas para a teoria econômica foi desenvolvida com John Hicks, o Modelo IS/LM, ou a síntese Hicks-Hansen. A dinâmica da relação entre poupança e investimento "IS" e liquidez e oferta de moeda "LM",  das expressões em inglês "investment saving/liquidity money supply". O modelo visa demonstrar com a política fiscal e monetária influenciam o produto interno. Esse modelo tem por escopo sintetizar, num único gráfico, várias possibilidades de equilíbrio entre a taxa de juros e o nível da renda de um país, como consequência das políticas econômicas adotadas. O modo como a política monetária e fiscal afetam a renda nacional. O lado real é representado pela curva IS e o lado monetário pela curva LM. A curva IS é o conjunto de combinações entre PIB e taxa de juros que garantem o equilíbrio do mercado de bens e serviços. Ela é formada pelos pontos de "equilíbrio" entre poupança e investimento. A outra curva, a LM,  representa a preferência pela liquidez e oferta de moeda. A combinação entre PIB e taxa de juros que garantem o equilíbrio no mercado monetário. A quantidade de moeda e a preferência pela liquidez determinam a taxa de juros. A chamada eficiência marginal do capital, ou a taxa de retorno esperada em relação às oportunidades de investimento existentes, e a taxa de juros determinam o volume de investimentos que irão determinar o nível de crescimento e de geração de emprego.
Hansen foi o principal arquiteto da teoria da estagnação, referida às situações de insuficiência de demanda, a problemática da demanda efetiva. Em seu livro de 1938, "Full Recovery or Stagnation", baseado  Teoria Geral, de Keynes, sustenta que a economia não sai da estagnação, sem a intervenção estatal para estimular a demanda. Assim deve o governo se comportar em épocas de recessão econômica, como preconiza a Teoria Geral. Era uma inflexão na orientação clássica dos economistas para o enfrentamento de crises e tal desafio exigia um defensor com as qualificações de Alvin Hansen. O desemprego para combater a inflação era um equívoco,  o controle de preços deve ser feito através da mudança na taxa juros e impostos argumentava.
Hansen, em 1941, no seu livro "Fiscal Policy and Business Cycles", explica as causas da grande depressão com base na teoria de Keynes e defende as políticas públicas alternativas para sair da crise.
O ciclo de expansão depende do progresso tecnológico, do mercado de capitais e de suas expectativas, além dos fatores externos. Alvin Hansen, em "Economic Progress and Declining Population Growth", explicou a grave crise dos anos 30 não apenas como um momento agudo de contração de um ciclo econômico, mas como um efeito do fechamento de fronteiras econômicas, escassez de recursos, lentidão na inovação tecnológica, e drástico declínio no crescimento populacional.
Hansen com seus alunos foi pioneiro dos modelos de acelerador e multiplicador ou Efeito multiplicador, a ideia de uma variação no gasto autônomo produzindo uma variação mais que proporcional na renda. Ele e Keynes afirmaram a importância para os investimentos, de um crescimento estável da renda. As teses de Keynes geralmente voltavam à discussão em épocas de recessão e de busca por vias para sair da recessão, ou para evitar o início de uma recessão, mas refluíam em épocas de prosperidade como nos anos 40 e 50. Hansen também contribuiu para a criação da Fundo Monetário Internacional com base nas ideias de Keynes sobre a instabilidade nas finanças internacionais.

## Obras
- Cycles of Prosperity and Depression in the United States, Great Britain and Germany: A Study of Monthly Data 1902–1908, 1921
- Business-cycle Theory: Its Development and Present Status, 1927
- Principle of Economics com Frederic Garver, 1928
- Economic Stabilization in an Unbalanced World, 1932
- Mr. Keynes on Underemployment Equilibrium. Journal of Political Economy 44:667–686, 1936
- The Consequences of Reducing Expenditures. Academy of Political Science, Proceedings 17:466–478, 1938a
- Full Recovery or Stagnation?  especially pages 303-318 on “Investment Outlets and Secular Stagnation.”, 1938b
- Fiscal Policy and Business Cycles, 1941
- A Brief Note on “Fundamental Disequilibrium.” Review of Economics and Statistics 26:182–184, 1944
- State and Local Finance in the National Economy com Harvey S. Perloff, 1944
- America’s Role in the World Economy, 1945
- Economic Policy and Full Employment, 1947
- Economic Analysis of Guaranteed Wages. U.S. Bureau of Labor Statistics, com Paul Samuelson, Bulletin No. 907. Washington: Government Printing Office, 1947
- Monetary Theory and Fiscal Policy, 1949
- Business Cycles and National Income,(1951) 1964
- A Guide to Keynes, 1953
- The American Economy, 1957
- Economic Issues of the 1960s, 1960
- The Dollar and the International Monetary System, 1965